# Rugby Championship M20 2025
El Rugby Championship M20 2025 fue la segunda edición de competición de rugby de selecciones de varones menores de 20 años, organizado por SANZAAR. En abril se anunció que el Estadio Nelson Mandela Bay, en la ciudad de Gqeberha, Sudáfrica seria la sede de todos los partidos del torneo.

## Participantes
- Argentina (Pumitas)
- Australia (Junior Wallabies)
- Nueva Zelanda (Baby Blacks)
- Sudáfrica (Baby Boks)

## Tabla de posiciones
| Pos. | Equipo        | Encuentros | Encuentros | Encuentros | Encuentros | Tantos | Tantos | Tantos | Bonus | Bonus | Puntos |
| Pos. | Equipo        | PJ         | PG         | PE         | PP         | F      | C      | Dif    | BO    | BD    | Puntos |
| ---- | ------------- | ---------- | ---------- | ---------- | ---------- | ------ | ------ | ------ | ----- | ----- | ------ |
| 1    | Nueva Zelanda | 3          | 2          | 1          | 0          | 152    | 95     | +57    | 1     | 0     | 11     |
| 2    | Australia     | 3          | 2          | 1          | 0          | 98     | 89     | +9     | 0     | 0     | 10     |
| 3    | Sudáfrica     | 3          | 1          | 0          | 2          | 105    | 102    | +3     | 0     | 1     | 5      |
| 4    | Argentina     | 3          | 0          | 0          | 3          | 82     | 151    | -69    | 0     | 1     | 1      |

## Resultados

### Primera fecha
| 1 de mayo | Nueva Zelanda | 29 - 29 | Australia | Estadio Nelson Mandela Bay, Gqeberha |  |

| 1 de mayo | Sudáfrica | 36 - 25 | Argentina | Estadio Nelson Mandela Bay, Gqeberha |  |

### Segunda fecha
| 6 de mayo | Nueva Zelanda | 75 - 21 | Argentina | Estadio Nelson Mandela Bay, Gqeberha |  |

| 6 de mayo | Sudáfrica | 24 - 29 | Australia | Estadio Nelson Mandela Bay, Gqeberha |  |

### Tercera fecha
| 11 de mayo | Argentina | 36 - 40 | Australia | Estadio Nelson Mandela Bay, Gqeberha |  |

| 11 de mayo | Sudáfrica | 45 - 48 | Nueva Zelanda | Estadio Nelson Mandela Bay, Gqeberha |  |

| Bandera de Nueva Zelanda |
| Campeón Nueva Zelanda    |
| Segundo título           |